# Nissoria
Nissoria is een gemeente in de Italiaanse provincie Enna (regio Sicilië) en telt 2954 inwoners (31-12-2004). De oppervlakte bedraagt 61,5 km², de bevolkingsdichtheid is 48 inwoners per km².

## Demografie
Nissoria telt ongeveer 1195 huishoudens. Het aantal inwoners daalde in de periode 1991-2001 met 4,4% volgens cijfers uit de tienjaarlijkse volkstellingen van ISTAT.
| Jaar | Inwoneraantal |
| ---- | ------------- |
| 1991 | 3152          |
| 2001 | 3014          |

## Geografie
De gemeente ligt op ongeveer 691 m boven zeeniveau.
Nissoria grenst aan de volgende gemeenten: Agira, Assoro, Gagliano Castelferrato, Leonforte, Nicosia.